# مامالیگا
مامالیگا (انگلیسی: Mămăligă) (تلفظ رومانیایی: [məməˈliɡə] ();) یک هلیم فرنگی است که از آرد ذرت زرد تهیه شده‌است، این غذا در رومانی، مولداوی و غرب اوکراین رایج است. هم چنین لهستانی‌های ناحیه لویو، این غذای سنتی را درست می‌کنند. همین‌طور این غذا، در تسالی و فتیوتیس (Fthiotis) در یونان به عنوان یک غذای سنتی مطرح بوده و ضمن اینکه در منطقه دریای سیاه ترکیه رایج است. در ایتالیا، سوئیس، اسلوونی، کرواسی و بسیاری از کشورهای دیگر، این غذا به نام پولنتا معروف است.